# Oebele
Oebele was een van de populairste Nederlandse televisieprogramma's voor kinderen eind jaren 60, begin jaren 70. De serie werd van 1968 tot 1972 door de KRO uitgezonden en werd geschreven door Imme Dros en Harrie Geelen. De regie was in handen van Bram van Erkel. Veel Nederlandse acteurs zijn bekend geworden door deze serie, waarin ook veel kinderen meespeelden. De muziek was van Joop Stokkermans.
De serie was gesitueerd op en rond het dorpsplein van het fictieve graafschap Oebele aan de Oe, en de dorpsjeugd speelde er de hoofdrol in. Koen en Aagje leidden de uitzendingen, geassisteerd door Paulus de postbode, regisseur Augustus Rozegeur en enkele andere volwassenen, onder wie Geesje Zoet van de winkel in snoepgoed en ander lekkers. Later kwam Rob de Nijs het team versterken als voetballer Bello Billy Biggelaar.

## Begin
De serie begon in zwart-wit, maar later werden steeds vaker kleurenuitzendingen gemaakt. Er wordt ook naar verwezen in het lied Welkom in Oebele: "Dit is de plaats van de regisseur/hij regisseert dit keer in kleur...".
Bij de eerste uitzendingen werd de indruk gewekt dat Oebele in de plaats kwam van een ander, saai en leerzaam programma. De zender werd dan "overgenomen" door de Oebeler Omroep voor Ontspanning Hoera, de OOOH. Die 'gimmick' werd op den duur losgelaten.
Ook de invulling van het programma veranderde mettertijd. Zo was de school, die in de eerste afleveringen te zien was, al snel weg. Ook de handenarbeid-items verdwenen op den duur. Locatie-opnamen verlevendigden de uitzendingen. Omdat die meestal op film werden geschoten, zijn die voor het grootste deel bewaard gebleven.

## Bewaard gebleven beeldmateriaal
Over wat er nog aan beeldmateriaal bewaard is gebleven van Oebele doen verschillende verhalen de ronde. Vast staat dat er in elk geval drie (zo goed als) volledige afleveringen bestaan (afl. 18, beter bekend als de Wild-West-aflevering die zich in Oebele City afspeelt, de aflevering "Vakantie in Oebele" (waarvan een klein deel niet bewaard is gebleven), en de allerlaatste uitzending "Een Kouwe Kermis") en dat er van verschillende liedjes nog een opname op film bewaard is gebleven. Al meerdere keren was op tv de zwart-witopname te zien van het duet "Hoe gaat het eigenlijk met jou" van Wieteke van Dort en Willem Nijholt. Verder is er ook nog een opname van het lied "Stewardess" en een lied over Sinterklaas. 
Ook is een groot stuk bewaard van de uitzending "Oebele gaat foebele", waarin een verslag van de "wedstrijd" FC Oebele - Feyenoord door Koen Verhoeff. En dan zijn er nog enkele filmfragmenten van een Oebele-verhaal over een reis op een cruiseschip. Het digitale themakanaal Hilversum Best heeft in februari 2009 bijna al het aanwezige Oebele-materiaal nog eens langs laten komen in het kader van "Willem Nijholt-TV Monument van de maand".
In 2011 is er een dubbel-dvd verschenen met daarop de drie bewaard gebleven afleveringen, vele losse fragmenten uit de overige uitzendingen, en een nieuwe special met daarin interviews met veel betrokkenen bij de serie, onder wie hoofdrolspelers, koorleden en mensen achter de schermen. Bij de dvd's zit ook een cd met 20 liedjes uit de serie. Voor de dvd's werd dankbaar gebruikgemaakt van opnamen die nog in het privéarchief van producer René Sleven bleken te zitten. Alleen fragmenten die los geen verband hadden met de aflevering waar ze in zaten, of opnames waarvan heel veel beeld ontbrak, werden weggelaten.

## Spin-offs
Uit Oebele ontstond in 1972 de serie Kunt u mij de weg naar Hamelen vertellen, mijnheer?, met hetzelfde kinderkoor van Henk van der Velde. In 2006 heeft een jeugd-talentenshow onder de naam Oebele door Nederland gereisd, een initiatief van Joris Lutz, die ertoe werd geïnspireerd door de bijrol die zijn vader Luc Lutz ooit speelde in de tv-serie Oebele.

## Liedjes
Oebele kende veel liedjes, waarvan sommige hits werden, zoals "Welkom in Oebele", "Oebele is hupsakee" en "We schilderen de schutting". Van de liedjes verschenen vier langspeelplaten, waarvan de eerste in 1969 met een Edison werd bekroond. De muziek verscheen ondanks veel verzoeken nooit op cd, tot in 2011 een twintigtal liedjes als bonus op een cd werden gezet bij de Oebele-dvd-box. In 2014 verscheen een cd-box met vier cd's waarop 100 liedjes, 92 daarvan werden niet eerder uitgebracht. Ook nu kwam er veel materiaal uit het privéarchief van René Sleven. De cd-box werd bekostigd uit een crowdfunding-actie.
Het titellied (tekst Harrie Geelen, muziek Joop Stokkermans) luidt als volgt:
Welkom in Oebele
Oebele parompompom
Snel kom naar Oebele
Vraag niet waarom, maar kom !
enz.
Een andere Oebele-kraker, en de afsluiter vanaf aflevering 9:
Oebele is hupsakee
Oebele is hup falderiere
Oebele is jippiejee
Driemaal in de rondte, olé!

## Rolverdeling
| Personage                                                                       | Acteur/actrice                |
| ------------------------------------------------------------------------------- | ----------------------------- |
| Koen de Graaf                                                                   | Willem Nijholt                |
| Aagje Ritsema                                                                   | Wieteke van Dort              |
| Paulus Post, postbode                                                           | Ab Hofstee                    |
| Augustus Rozegeur, regisseur                                                    | Herman Vinck                  |
| Bello Billy Biggelaar                                                           | Rob de Nijs                   |
| Geesje Zoet                                                                     | Marjan Berk                   |
| Mr. Clean O'Clean (De Zeperd) (1971)                                            | André van Duin                |
| Zwaantje Trom                                                                   | Riet Wieland Los              |
| speelgoedverkoper Udo Treurniet                                                 | Martin Brozius                |
| Het Overdonderend Overfraai Oebeler Omroepkoor, tevens de dorpsjeugd van Oebele | Kinderkoor Henk van der Velde |

### Gastrollen
| Personage                           | Acteur/actrice     |
| ----------------------------------- | ------------------ |
| Omroepster                          | Eveline Branbergen |
| Man op het terras                   | Johan Kaart        |
| Jopie                               | Marjan van Kampen  |
| Piccolo                             | Herman Frank       |
| Bul                                 | Bertus Botterman   |
| Nieuwneus                           | Ed Bauer           |
| Lars Löwendröm                      | Lex Goudsmit       |
| Omroepster                          | Pia Barendrecht    |
| Commissaris Kwant                   | Eli Blom           |
| Rechercheur Puntjes                 | Cees van Oyen      |
| Dolf                                | Cees van Oyen      |
| Computerstem                        | Jan Apon           |
| Professor Wip                       | Willem Wagter      |
| Tovenaar Sprenkel-Sprank            | Ton Lensink        |
| Gnoom Goudstof van Mierik           | Aart Staartjes     |
| Cato Klinkhamer-de Brink            | Riet Wieland Los   |
| Zwaantje Trom                       | Riet Wieland Los   |
| Clara Klinkhamer                    | Diny de Neef       |
| Engelbracht Krullemuller            | Wim van der Brink  |
| Sara                                | Georgette Rejewski |
| Elsje Gratema                       | Margreet Heemskerk |
| Boef                                | Hammy de Beukelaer |
| Rocco                               | Hammy de Beukelaer |
| Uitgever Roel Bromvlag              | Dries Krijn        |
| Schrijver                           | Ben Hulsman        |
| Maxim "de gapper" Gorki             | Maxim Hamel        |
| Karel van Speijk                    | Willem Wagter      |
| Joop                                | Dick Stapel        |
| Jan Jurg de chirurg                 | Dick Stapel        |
| Melle                               | Johan te Slaa      |
| Boel Sores                          | Donald Jones       |
| Frits de stalmeester                | Henk Molenberg     |
| Inspecteur                          | Luc van Gent       |
| Mick                                | Tjerk Rademaker    |
| Dr. Hurkman                         | Loes Vos           |
| Tante Hilde                         | Rie Berijersbergen |
| Isidoor Klapmeier                   | Dick Swidde        |
| Dierentuindirecteur Lukas van Beest | Luc Lutz           |
|                                     | Anton Geesink      |

## Crew
- Decorontwerp: Els Salomons
- Productie: René Sleven
- Regie: Bram van Erkel

## Afleveringen en liedjes

### Seizoen 1 (1968-1969)
| Aflevering (seizoen) | Aflevering (serie) | Uitzenddatum     | Titel                        | Liedjes |
| -------------------- | ------------------ | ---------------- | ---------------------------- | --- |
| 1                    | 1                  | 19 oktober 1968  | Vijftig minuten rond de tien | Welkom in Oebele / Barokko / Ik eet het zo graag / Hè toe, pappie / Chitty chitty beng beng                                       |
| 2                    | 2                  | 16 november 1968 | Oebele!                      | Welkom in Oebele / Onze bovenmeester / Waarheen vliegen de vogeltjes? / Als ik naar de maan ga / Iedereen heeft lagere school     |
| 3                    | 3                  | 11 januari 1969  | Sneeuw                       | Welkom in Oebele / Sneeuw (Kent u de weg?) / Op de ijsbaan / Alles is op / Zopie bij Jopie                                        |
| 4                    | 4                  | 8 februari 1969  | Oebele!                      | Welkom in Oebele / Nachtmerrie (Gronkenlied) / Jantientje / Jan, kom je werken? / Judo-rock / Oom in de bonnefanten               |
| 5                    | 5                  | 8 maart 1969     | Oebele!!!                    | Welkom in Oebele / De poort van Oebele / Mooie manieren / Ik zit me te vervelen / Racekar / Lentewind (I)                         |
| 6                    | 6                  | 5 april 1969     | Oebele!!!                    | Welkom in Oebele / Zeg meneer (I) / Pruikentijd / Jonkvrouw in de toren / Dwarse fluiter / Oe van Oebele                          |
| 7                    | 7                  | 3 mei 1969       | Oebele!!!                    | Welkom in Oebele / In een stad / We schilderen de schutting / Hallo, hallo, spreek ik de minister? / Engeltje / Oebele komt terug |

### Seizoen 2 (1969-1970)
| Aflevering (seizoen) | Aflevering (serie) | Uitzenddatum     | Titel                                             | Liedjes |
| -------------------- | ------------------ | ---------------- | ------------------------------------------------- | --- |
| 1                    | 8                  | 23 augustus 1969 | Vakantie in Oebele                                | Iedereen kan een liedje zingen / Vakantie, wow! / Paulus de piraat / Rossen door de bossen / Hoe gaat het eigenlijk met jou? / In een caravan                                                                                       |
| 2                    | 9                  | 4 oktober 1969   | Oebele                                            | Welkom in Oebele / De eerste mensen (Schrik van een tik) / Binnen met een boek / Vrouwen zijn nieuwsgierig / Een R in de maand / Bossa Brittannica / Zeg meneer (II) / Pianoles / Oebele is hupsakee!                               |
| 3                    | 10                 | 1 november 1969  | Bang in het donker                                | Welkom in Oebele / Oebele bij nacht / Bang in het donker / Op het gevaar af (We zijn niet bang) / Twaalf spoken / Stewardess / Oebele is hupsakee!                                                                                  |
| 4                    | 11                 | 29 november 1969 | Oebele                                            | Welkom in Oebele / Stapel op de STER / Typically British / Het is te dol / Clean 'o clean / Zou Sint Nicolaas / Als de winter begint / Oebele is hupsakee!                                                                          |
| 5                    | 12                 | 5 december 1969  | Sinterklaas komt in Oebele                        | Welkom in Oebele / Sidderen voor de Sint / Wat zou Sinterklaas in de zomer doen? / Als Sinterklaas verstandig was / Verlanglijstenlied / Hij rijdt op het dak / Oebele is hupsakee!                                                 |
| 6                    | 13                 | 27 december 1969 | Oebele in de kerstvakantie                        | Welkom in Oebele / Honderdduizend oliebollen / Na de kerst (Afscheid 1969) / Tikkie getikt / Vroeger met Kerstmis (Etalage kijken) / Naar de ijsbaan / Oebele is hupsakee!                                                          |
| 7                    | 14                 | 24 januari 1970  | Het grote hocus-pocus-pas-concours                | Welkom in Oebele / Mijn naam is Haas / Oma van de puszta / IJdeltje / Truuks en triefels / Ritje in de arreslee (I) / Simsalabim / Oebele is hupsakee!                                                                              |
| 8                    | 15                 | 21 februari 1970 | Oebele gaat foebele                               | Welkom in Oebele / Training (Kwart voor zes) / Bello Billy Biggelaar / De jongetjes van vroeger / Pap en dan naar bed / Foebele in Oebele / Voor onze club hiep, hoy! / Oebele is hupsakee!                                         |
| 9                    | 16                 | 21 maart 1970    | Oebele vliegt er eens uit!                        | Welkom in Oebele / Hef de plu! / Tel tot twee / Snoepwinkeltje / Geen paniek / De professor heeft een tijdmachine / Lentewind (II) / In een wippie kun je wezen waar je wil / Boven op de Eiffeltoren / Oebele is hupsakee!         |
| 10                   | 17                 | 18 april 1970    | Een galaprogramma in mouwschort en matrozenpak    | Welkom in Oebele / Aap, noot, mies / De pruimenboom / De keuken waar ik stond / 50 jaar gelee / De vooruitgang houd je toch niet tegen (Fabriek) / Ik ga naar oma / Fotoalbum / Oebele is hupsakee!                                 |
| 11                   | 18                 | 16 mei 1970      | Gegevens uit een roemrucht verleden - Oebele City | Welkom in Oebele / Koeienjongen Koen / Joe's Bar in Icecreamcity / Goede raad is duur / Geef mij mijn paard en mijn lasso / Honky tonk / Cowboy, dans met mij / Wees lief voor een boef / Hij is net een held / Oebele is hupsakee! |

### Seizoen 3 (1970-1971)
| Aflevering (seizoen) | Aflevering (serie) | Uitzenddatum     | Titel                           | Liedjes |
| -------------------- | ------------------ | ---------------- | ------------------------------- | --- |
| 1                    | 19                 | 3 oktober 1970   | Oebele (terugblik op seizoen 2) | Welkom in Oebele / Oebele is hupsakee! |
| 2                    | 20                 | 31 oktober 1970  | Oebele in volle zee             | Welkom in Oebele / Op vakantie op een boot / Alleen een jongen wil naar zee / Ik ben lekker als verstekeling mee / Zeeman-notaris / Zeemansverhaal / Oebele is hupsakee!                               |
| 3                    | 21                 | 28 november 1970 | Oebele houdt verkiezingen       | Welkom in Oebele / Trollentrappel / Tuig / Weg met slappe thee en ouwe koek / Kabouter Pim / Baantje in de politiek / De alternatieve groenteboer / Hip zijn alle dingen / Oebele is hupsakee!         |
| 4                    | 22                 | 26 december 1970 | Oebele viert kerstfeest         | Welkom in Oebele / Kerstmis zonder boom / Vlokjes dalen neder / Kom je naar mijn denneboom kijken? / Gekkenwerk / Spekvet / Oebele is hupsakee!                                                        |
| 5                    | 23                 | 23 januari 1971  | Paulus erft een circus          | Welkom in Oebele / Ik ben de directeur / Circuskind / Dans van de clowntjes / In een huis op wielen / Werken als een paard / Glitter en glans / Oebele is hupsakee!                                    |
| 6                    | 24                 | 20 februari 1971 | Karnaval in Oebele: Gronker Mom | Welkom in Oebele / Jan Joris van Beneje / Gronkenstommel / Gronker mos / De mevrouw van wie ik hou / Saurussen / Karnaval in Oebele / Oebele is hupsakee!                                              |
| 7                    | 25                 | 20 maart 1971    | 25 keer Oebele                  | Welkom in Oebele / Heerlijk kan het wezen in een ziekenhuis / Ik zou graag verpleegster zijn / Mijn neef Jan-Jurg was een kei van een chirurg / Verknoeid, Jan ligt in de poeier / Oebele is hupsakee! |
| 8                    | 26                 | 17 april 1971    | Diergaarde Oebelerheide         | Welkom in Oebele / Hiep voor de dierentuin / Waar moet een tijgertje naartoe? / In de dierentuin van Oebele / Oebele is hupsakee!                                                                      |
| 9                    | 27                 | 15 maart 1971    | Oebele gaat bruiloft vieren     | Welkom in Oebele / Jak jak jakkes / Ik laat je mijn vrienden zien / Welkom bruid en bruidegom (Jubilate) / Dag Oebele                                                                                  |

### Seizoen 4 (1971)
| Aflevering (seizoen) | Aflevering (serie) | Uitzenddatum     | Aflevering               | Liedjes |
| -------------------- | ------------------ | ---------------- | ------------------------ | --- |
| 1                    | 28                 | 2 oktober 1971   | Oebele VVV-fragmenten    | (geen originele liedjes) |
| 2                    | 29                 | 30 oktober 1971  | Oebele VVV-herinneringen | (geen originele liedjes) |
| 3                    | 30                 | 27 november 1971 | Oebele VVV-herinneringen | (geen originele liedjes) |
| 4                    | 31                 | 25 december 1971 | Een kouwe kermis         | Welkom in Oebele / Een kouwe kermis / Op een ouderwetse stoomcarrousel / Rode ballonnen, witte ballonnen / Ritje in de arreslee (II) / Een oud verhaaltje / Help het leger op de been / Oebele is hupsakee! |